# فایتویل (آرکانزاس)
فایِت‌ْویل  (به انگلیسی: Fayetteville) یک شهر در ایالات متحده آمریکا با جمعیت ۷۵٬۱۰۲ نفر است که در آرکانزاس واقع شده‌است.